# Ścieżka dźwiękowa (album)
Ścieżka dźwiękowa – piąta solowa płyta polskiego rapera Tede. Wydawnictwo ukazało się 19 czerwca 2008 roku nakładem wytwórni muzycznej Wielkie Joł. Album został w całości wyprodukowany przez WDK. Gościnnie w nagraniach wzięli udział m.in. raperzy Abel i CNE oraz piosenkarka Natalia Kukulska.
Materiał był promowany teledyskiem do utworu „22 gibony (Diler)”.
Album został wydany wersji jedno i dwupłytowej zawierającej zapis realizacji nagrań w studiu. Ponadto płyta została wydana w wersji bez wulgaryzmów w limitowanym do 1000 egzemplarzy nakładzie.
Nagrania dotarły do 8. miejsca polskiej listy przebojów – OLiS. W 2009 roku wydawnictwo uzyskało nominację Superjedynki w kategorii płyta roku. Ponadto, płyta została laureatem plebiscytu w plebiscycie Wudoo i Hip-Hop.pl w kategorii Polski album roku 2008. Album zdobył nagrodę w kategorii „Album Roku Urban/Roots” podczas edycji PAM Awards 2008.

## Lista utworów
Opracowano na podstawie materiału źródłowego.
CD
1. „Introdukcja” – 3:34
2. „22 gibony (Diler)” gościnnie: Mr. Hide – 3:33
3. „HD fotoplastikon” – 3:46
4. „Posłuchaj, to tutaj” gościnnie: Abel – 3:58
5. „Air Max LTD” – 3:56
6. „Made in China” – 3:20
7. „Moje tocze fele” – 4:19
8. „Rób PLNY (Na na na na na)” – 4:18
9. „G.R.U.B.Y.” gościnnie: Kiełbasa – 3:59
10. „Skręt” – 4:04
11. „F/S 360 Kickflip” gościnnie: CNE, John Connor – 5:20
12. „Modopolo” gościnnie: Natalia Kukulska – 3:33
13. „Czy jasno, czy ciemno” gościnnie: Psychostach – 4:51
14. „Dryń, dryń, dryń” gościnnie: Abel – 4:30
15. „Mówią na mnie” – 3:27
16. „Nie podoba szieeea?” gościnnie: Zgrywus – 4:46

DVD
1. „Film” – 40:40

Single
| 22 gibony (Diler)      |
| ---------------------- |
| 1. „22 gibony (Diler)” |